# Hypocrisy
Hypocrisy (с англ. — «Лицемерие», «Притворство») — шведская дэт-метал-группа, сформированная в 1990 году Петером Тэгтгреном. С 1990 по 1994 год группа играла дэт-метал, добавив в него с 1995 года элементы мелодизма.

## История

### 1990—1995
Музыкальный коллектив Hypocrisy был образован в 1990 году гитаристом Петером Тэгтгреном после его приезда из Флориды, где он познакомился с Филом Фашиама из группы Malevolent Creation и обещал последнему создать группу дэт-метал стилистики. До этого, с 1984 по 1988 год, Тэгтгрен играл в группе Conquest, которая выпустила всего одно демо и распалась с отъездом Петера в США. Первоначально единственным участником группы был Петер, который и записал первое демо Rest in Pain. Впоследствии к нему примкнули Массе Бруберг и басист Микаэль Хедлунд. Второе демо группы Rest in Pain '92 заметил лейбл Nuclear Blast Records, с которым был заключён договор на выпуск альбомов. Вскоре, по приглашению Тэгтгрена, в группу пришли ударник Ларс Сёке и гитарист Йонас Остерберг. Таким составом 6 июня 1992 года состоялся первый концерт группы.
Дебютный полноформатный альбом группы вышел в октябре 1992 года на лейбле Nuclear Blast Records и получил название Penetralia. Альбом был записан в Rockshop Studio. После выпуска альбома из группы ушёл гитарист Йонас Остерберг. Следующим релизом Hypocrisy стал EP Pleasure of Molestation, изданный на Relapse Records. В сентябре следует уже второй полноценный альбом Osculum Obscenum на Nuclear Blast Records. Помимо прочих на альбом вошла кавер-версия композиции группы Venom под названием «Black Metal». 

Venom потому, что они всегда были для нас большим вдохновением, а эта вещь — наверное их лучшая композиция. Сделали мы это для самих себя, ведь мы любим black metal, выросли на Bathory и Slayer. Это вышло как-то натурально.
После выхода Osculum Obscenum из группы ушёл вокалист Массе Броберг, а сама группа отправилась в турне по Европе вместе с Brutality, в то же время выпустив EP Inferior Devoties. После турне в конце лета 1994 года был выпущен третий полноформатный альбом под названием The Fourth Dimension. Альбом стал более медленным по сравнению с предыдущими, испытав влияния некоторых иных стилей и направлений. Кроме того, по словам Тэгтгрена, на альбоме удалось создать атмосферу депрессии. По некоторым оценкам, за три месяца альбом разошёлся в количестве 45 000 экземпляров. В преддверии нового альбома в 1995 году лимитированным тиражом в 3000 экземпляров выходит EP Maximum Abduction, на который, помимо прочих, вошла кавер-версия композиции «Strange Ways» группы Kiss. Кроме того CD-релиз выпускающим лейблом Nuclear Blast Records был выполнен в форме куриной тушки.

### 1995 — наши дни
В 1996 году выходит четвёртый полноформатный альбом Abducted, на запись которого было затрачено большое количество времени и уделено значительное внимание к деталям звучания. На альбоме затрагивалась тематика НЛО, самоубийства, депрессии, смерти и религии. В поддержку альбома группа посетила США и Мексику. Осенью 1997 года выходит альбом The Final Chapter, который должен был стать последним в дискографии группы. Альбом испытал влияние множества жанров, сохранив при этом мелодичность прошлого альбома. Кроме того альбом явился концептуальным в лирическом наполнении и разделён на три части: он рассказывает историю молодого парня, над которым проводили свои эксперименты инопланетяне. Первая часть альбома посвящена экспериментам инопланетян над его ДНК, вторая — осознанию парнем совершённых над ним действий, в третьей части парень под давлением пришельцев совершает самоубийство.
В августе 1998 года группа выступает на фестивале Wacken Open Air, а в феврале 1999 года издают это выступление в виде концертного альбома/VHS Hypocrisy Destroys Wacken. Наконец становится ясным, что предыдущий альбом был вовсе не последним и в студии The Abyss осуществляется запись грядущего альбома, рабочим названием которого было Cloned. В апреле 1999 года группа выступает в США на фестивале March Metal Meltdown Festival и в это же время объявляется официальное название альбома — Hypocrisy. Альбом выходит 25 мая 1999 года. После выхода альбома последовали концертные выступления, в том числе европейский тур вместе с Destruction. Уже летом 2000 года выходит новый альбом — Into the Abyss. В 2001 году выходят DVD Live & Clips, на который вошло видео с выступления на фестивале Wacken Open Air ранее выходившее на VHS Hypocrisy Destroys Wacken, а также все ранние видеоклипы, и двойной сборник 10 Years of Chaos and Confusion, вышедший в честь десятилетия группы. Один CD содержал ранние и редкие записи группы, в том числе с первых демозаписей, второй диск представлял собой сборник лучших композиций группы.
После этого группа выпустила ещё четыре студийных альбома: The Arrival (2004), Virus (2005), A Taste of Extreme Divinity (2009) и End of Disclosure (2013). 28 марта 2021 года Тэгтгрен сообщил в своём Инстаграм-аккаунте о завершении работы над новым полноформатным альбомом. В сентябре группа официально анонсировала свой четырнадцатый студийный альбом Worship, вышедший 26 ноября 2021 года на лейбле Nuclear Blast.

## Лирика
Лирика композиций с ранних альбомов группы (Osculum Obscenum, Penetralia) носили антихристианский и сатанинский характер. Хотя сам Петер Тэгтгрен не хочет называть себя сатанистом, используя при этом слово ненавистник (дословно hateanist) по отношению к религии.
В Hypocrisy образца 90-х многие тексты песен, а также целые альбомы и их обложки (The Final Chapter), были посвящены тематике НЛО, проблеме внеземных цивилизаций. В большинстве своём группа не печатает текстов в буклетах альбомов по причине их запрета Маркусом Стайгером из Nuclear Blast ввиду их извращённости и непристойности. Впрочем, по словам Петера Тэгтгрена, тексты не так важны, как музыка, а их написание зачастую происходит уже после того, как написана последняя песня.
Для современных пластинок Hypocrisy характерна брутальная, кровавая тематика (к примеру, названия некоторых песен из альбома Virus: «Рвущийся к новому убийству», «Пускай говорит нож», «Изрезанный, прежде чем умереть», «Маниакальный психоз», «Пропитанный кровью», «Живущий, чтоб умереть»).

Петер Тэгтгрен: «Я давно перестал считать, что живу в сказке. Наш мир с каждым днем, с каждой минутой становится все более брутальным и жестоким — и музыка, тексты песен, словно губка, впитывают в себя ненависть, сочащуюся изо всех его пор. Войны, катастрофы, стихийные бедствия, смерть, безумие — все это действует на сознание, порождая апокалиптические картины. Мир катится в бездну — что тут еще добавить?.. Я пишу о том, что сильнее всего задевает воображение — от глобальных катаклизмов до бытового помешательства, от угрозы мировой войны до обыденных ублюдков.»

## Состав

### Текущий состав
- Петер Тэгтгрен — вокал, соло-гитара, клавишные
- Микаэль Хэдлунд — бас
- Томас Элофссон — ритм-гитара
- Хенрик Аксельссон — ударные (в качестве сессионного участника)[7]

### Бывшие участники
- Магнус «Массе» Броберг — вокал (1992—1993)
- Йонас Ёстерберг — гитара (1992)
- Андреас Холма — гитара (2004—2006)
- Матиас Камийо — гитара (Концертные выступления) (1998)
- Клас Идеберг — гитара (Концертные выступления) (2006)
- Алекси Лайхо — гитара (Концертные выступления) (2009)
- Ларс Сёке — ударные (1992—2004)
- Рейдар «Хорг» Хоргхаген — ударные (2004—2022)

## Дискография

### Демо
- Rest in Pain (1991)
- Rest in Pain '92 (1992)

### Полноформатные альбомы
- Penetralia (1992)
- Osculum Obscenum (1993)
- The Fourth Dimension (1994)
- Abducted (1996)
- The Final Chapter (1997)
- Hypocrisy (1999)
- Into the Abyss (2000)
- Catch 22 (2002)
- The Arrival (2004)
- Virus (2005)
- Catch 22 (V2.0.08) (2008)
- A Taste of Extreme Divinity (2009)
- End of Disclosure (2013)
- Worship (2021)

### Мини-альбомы
- Pleasure of Molestation (1993)
- Inferior Devoties (1994)
- Maximum Abduction (1997)
- Virus Radio EP (2005)
- Too Drunk To Fuck (2013)

### Сборники
- 10 Years of Chaos and Confusion (2001)
- Metal Collection (2002)